# Angara
Angara (rusko Ангара́, burjatsko in mongolsko Ангар, Angar, dobesedno. "razpoka") je velika reka v Sibiriji, ki teče skozi Irkutsko oblast in Krasnojarski okraj. Izvira v Bajkalskem jezeru in se izliva v Jenisej. Dolga je 1849 km, njeno porečje pa obsega 1.039.000 km 2.
Včasih je bila znana kot Spodnja Angara ali Nižnaja Angnara, da se je ločevala od Zgornje Angare. Pod sotočjem z reko Ilim je bila časih nana kot Zgornja Tunguska (Verhnjaja Tunguska), da se je ločila od Spodnje Tunguske ali pa obratno, kot Spodnja Tunguska.
Na Angari so štiri jezovi hidroelektrarn:
- Irkutski jez
- Bratski jez
- Ust-Ilimski jez
- Bogučani jez

Angara je plovna na štirih izoliranih odsekih:
- od Bajkalskega jezera do Irkutska
- od Irkutska do Bratska
- na Ust-Ilimskem rezervoarju
- od Bogučanskega jeza do izliva v Jenisej

Del od Ust-Ilimskega do Bogučanskega jeza ni ploven zaradi brzic. Toda z dograditvijo Bogučanskega jeza in napolnitvijo njegovega rezervoarja, bo vsaj del tega odseka postal ploven.
Kljub temu, da Angara in njen pritok Ilim nista neprekinjeno plovna, sta imela pomembno vlogo v ruski kolonizaciji Sibirije od 30. let 17. stoletja naprej. Bila sta pomembni vodni transportni poti, ki je povezovala Jenisej z Bajkalskim jezerom in Leno. Reka je izgubila na pomenu po izgradnji kopenske ceste med Krasnojarskom in Irkutskom ter Transsibirske železnice.